# Programa J. Silvestre
Programa J. Silvestre foi um programa de televisão brasileiro, apresentado por J. Silvestre.
Originalmente criado na TV Tupi, nos anos 50, estreou na TV Bandeirantes em 1983. Foi o primeiro programa no estilo talk show da televisão brasileira.
Em 1997, tornou-se um quadro do programa Domingo Milionário, da TV Manchete.